# Francisco Goméz de Sandoval y Rojas
Pour les articles homonymes, voir Gómez et Rojas.
Vous pouvez aider à l'améliorer ou bien discuter des problèmes sur sa page de discussion.
- Il ne cite pas suffisamment ses sources. Vous pouvez indiquer les passages à sourcer avec {{référence nécessaire}} ou {{Référence souhaitée}}, et inclure les références utiles en les liant aux notes de bas de page. (Marqué depuis avril 2024)
- Certaines informations devraient être mieux reliées aux sources mentionnées dans la bibliographie ou les liens externes. Améliorez sa vérifiabilité en les associant par des références. (Marqué depuis avril 2024)

- Archive Wikiwix
- Bing
- Cairn
- DuckDuckGo
- E. Universalis
- Gallica
- Google
- G. Books
- G. News
- G. Scholar
- Persée
- Qwant
- (zh) Baidu
- (ru) Yandex
- (wd) trouver des œuvres sur Wikidata

Francisco Gómez de Sandoval y Rojas, duc de Lerma (Tordesillas, 1553 - Valladolid, 1625), favori et ministre de Philippe III d'Espagne, est le premier des validos (« favoris ») aux travers desquels les monarques Habsbourg d'Espagne ont régné. Il le reste vingt ans, de 1598 à 1618.

## Biographie
Manquant de vision politique et vaniteux, Francisco Gómez de Sandoval y Rojas s'appuie sur des réseaux de clientèles, ce qui accroît la corruption en Espagne. Sa conduite trouve un adversaire redoutable en la personne de la reine Marguerite.
En 1613, lors de la guerre de succession de Montferrat, la résistance du duc de Savoie Charles-Emmanuel Ier redouble sa malveillance. Il obtient de la cour de Vienne la mise au ban de Charles-Emmanuel, faisant reprendre les hostilités.
C'est au sein de sa famille qu'apparaissent les premières tensions : il est renvoyé par Philippe III en octobre 1618 et son fils le duc d'Uceda lui succède.
Alors que se déchaîne une pression contre le régime, et devant la tournure que prennent les événements, le duc utilise un stratagème qui lui sauve la vie : il sollicite et obtient de Rome le chapeau cardinalice. Il est créé cardinal par le pape Paul V lors du consistoire du 25 mars 1618 avec le titre de San Sisto. Dans le même temps, le roi lui donne la permission de se retirer dans ses terres de la ville de Lerma, où il meurt en 1625, retiré de la vie publique.

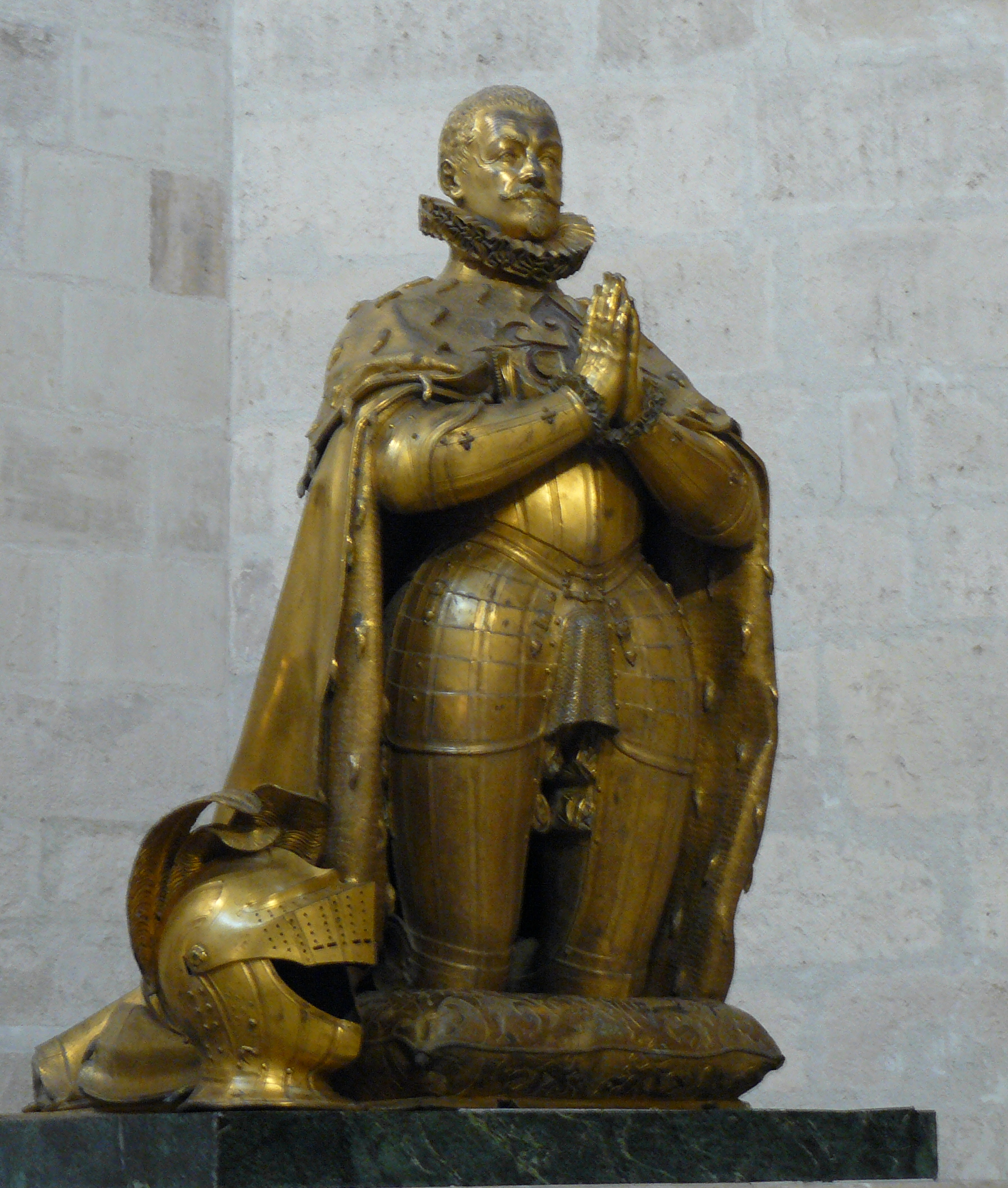
Statue de Juan de Arfe (es) (1601-1607), représentant Francisco Gómez de Sandoval y Rojas en prière, dans une chapelle du Collège San Gregorio.
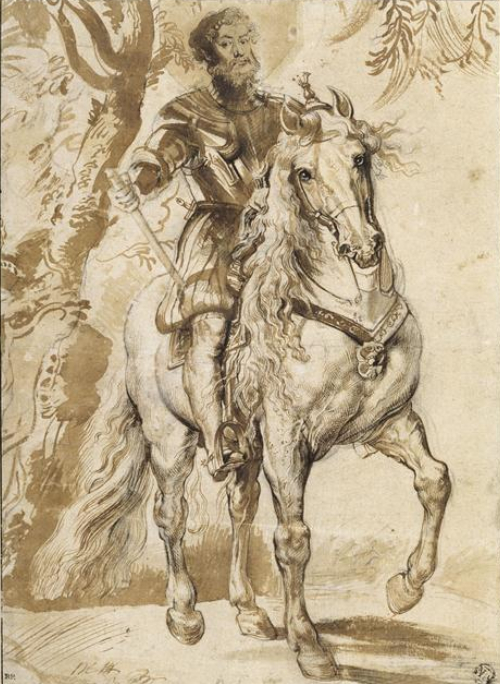
Dessin de Pierre Paul Rubens (c. 1603), représentant Francisco Gómez de Sandoval y Rojas à cheval (musée du Louvre).
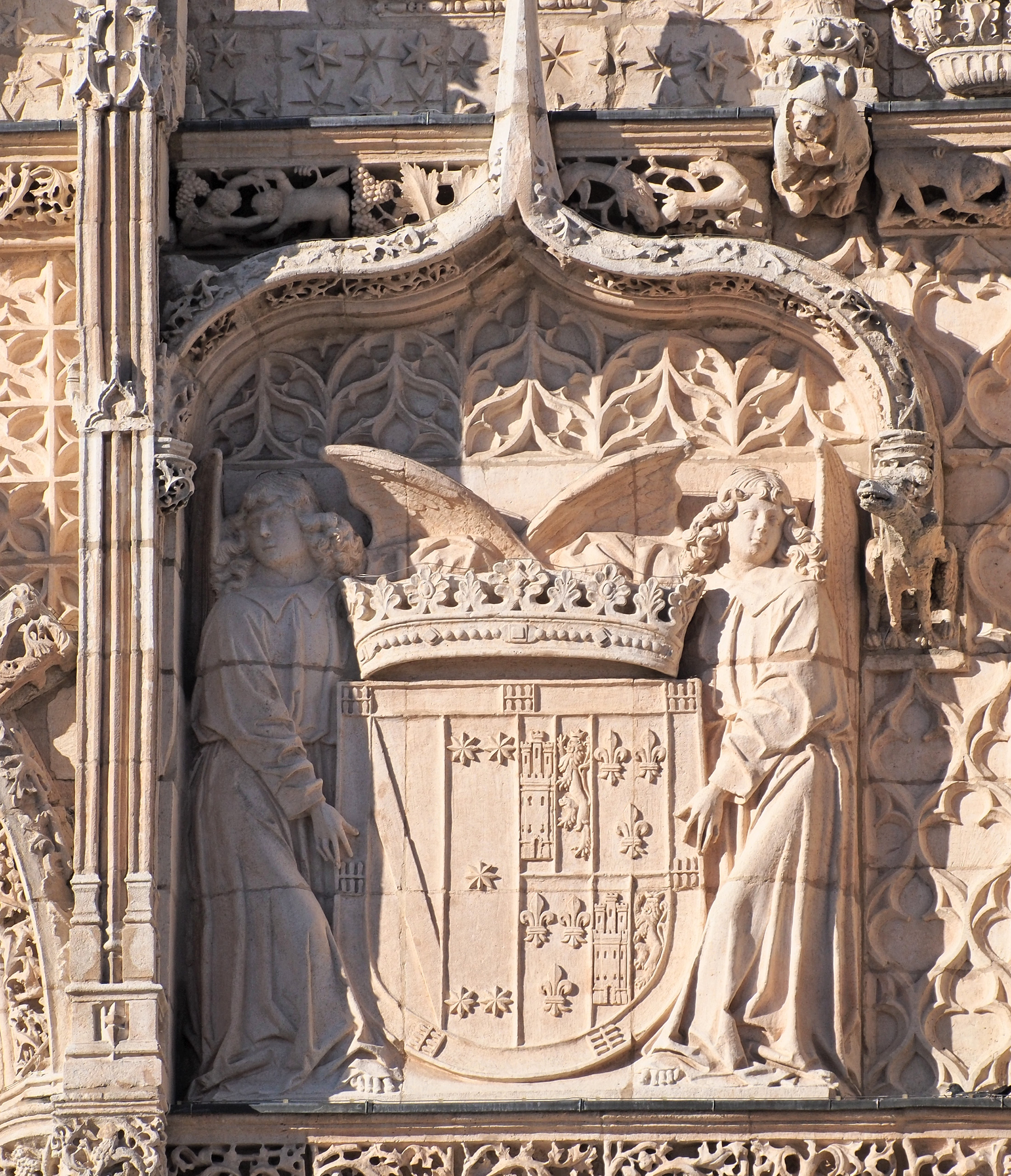
Armoiries du duc de Lerma en bas relief, sur la façade de l'église conventuelle Saint-Paul de Valladolid.